# Rasmussen (Sänger)
Jonas Flodager Rasmussen (* 28. November 1985 in Viborg) ist ein dänischer Sänger. 

## Leben und Wirken
Rasmussen studierte Musik und Dramaturgie an der Universität Aarhus, danach wurde er als Musicaldarsteller und Sänger der 1980er-Pop-Rock-Coverband Hair Metal Heröes aktiv. Als Gewinner des Eurovisions-Vorentscheids Dansk Melodi Grand Prix 2018 trat er für Dänemark mit dem Folk-Pop-Titel Higher Ground beim Eurovision Song Contest 2018 an. Der Titel wurde von den beiden schwedischen Songwritern Niclas Arn und Karl Eurén geschrieben und komponiert. Er erreichte den 9. Platz.

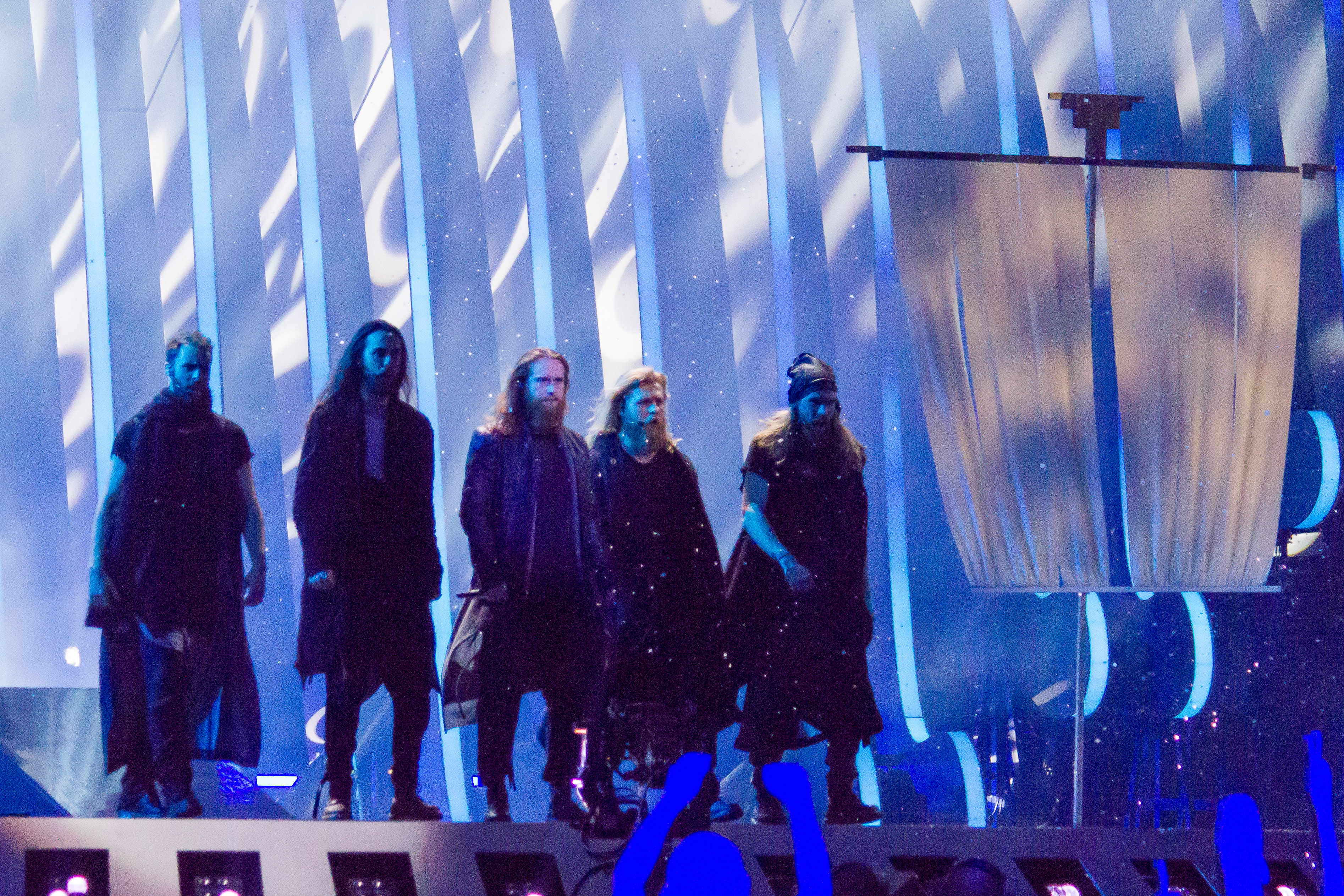
Rasmussen (Mitte) auf dem ESC 2018 in Lissabon

Neben seinen Auftritten unterrichtet Rasmussen an der Performing Arts School der Viborg Cultural School und als Theater- und Schreiblehrer am Aarhus Theater Learning.

## Privates
Rasmussen ist verheiratet und lebt mit seiner Frau und zwei Kindern in Langå.

## Diskografie

### Singles
- 2018: Higher Ground
- 2019: Go Beyond